# Sam Noto
Sam Noto (Buffalo, 17 aprile 1930) è un trombettista statunitense.

## Biografia
Dal 1953 fu ingaggiato nel gruppo, New Concepts Orchestra diretto da Stan Kenton, rimanendovi fino al 1959. Sempre nel 1959, suonò nella band codiretta da Louis Bellson e da Pearl Bailey e con Count Basie dal 1964 al 1965. Nello stesso periodo fondò assieme a Joe Romano un quintetto a Buffalo. Nella stessa città aprì un locale dove si esibì regolarmente.
Si recò in seguito a Las Vegas, dove dal 1969 al 1975, fu membro di vari gruppi da ballo. Lavorò anche con Red Rodney.
Stabilitosi a Toronto in Canada, nel 1975, suonò nei club e nelle sale di registrazione di questa città.

## Discografia parziale
con Stan Kenton
- "Kenton Showcae" (1953; Blue Note)
- "Cuban Fire!" (1956; Blue Note)
- "Kenton In Hi-Fi" (1956; Blue Note)

con Rob McConnel
- "The Jazz Album" (1976; Sea Breeze Records)
- "Live In Digital" (1980; Sea Breeze Records)
- "Night Flight" (1993; Sea Breeze Records)

con Kenny Drew
- "For Sure!" (1978; Xanadu)

con Al Cohn e Dexter Gordon
- "Silver Blue" (1976; Xanadu)
- "True Blue" (1976; Xanadu)